# Quartier Nerevo
Le quartier Nerevo,(en russe : Неревский конец, Nerevski storona) est un quartier historique de Veliki Novgorod, situé dans le nord de la rive de Sainte-Sophie (rive gauche) de la rivière Volkhov. 